# Bjärsjön, Västergötland
Bjärsjön är en sjö i Falköpings kommun i Västergötland och ingår i Göta älvs huvudavrinningsområde. Sjön har en area på 0,133 kvadratkilometer och ligger 255 meter över havet. Sjön avvattnas av vattendraget Bjärsjöbäcken. Vid provfiske har abborre, gers och mört fångats i sjön.
Sjön ligger på Billingens sydvästsluttning. Tre bäckar förser sjön med vatten. Två rinner in i sjön från norr och en från Iglesjön i öster.
Sjöns utflöde, Bjärsjöbäcken, har använts för att driva både en såg och en kvarn. Närmast sjön låg ett sågverk drivet av vattenhjul. Det finns inget kvar av sågverket, med undantag för fördämningen. Bjärsjö kvarn byggdes 1928 och hade en effekt på 35 hästkrafter. Kvarnen ligger cirka 100 meter nedströms och får sitt vatten via ett foderrör i trä. Bjärsjöbäcken rinner sedan vidare ned för Billingen och ut i Hornborgasjön vid Uddagårds kvarn. Kvarnar har legat vid Bjärsjön ända sedan 1500-talet.
Väster om Bjärsjön finns Bjärsjö skjutfält, som är en militär skjutbana, med skjutriktning norr ut. Skjutbanan har tidigare varit ett skjutfält.

## Galleri

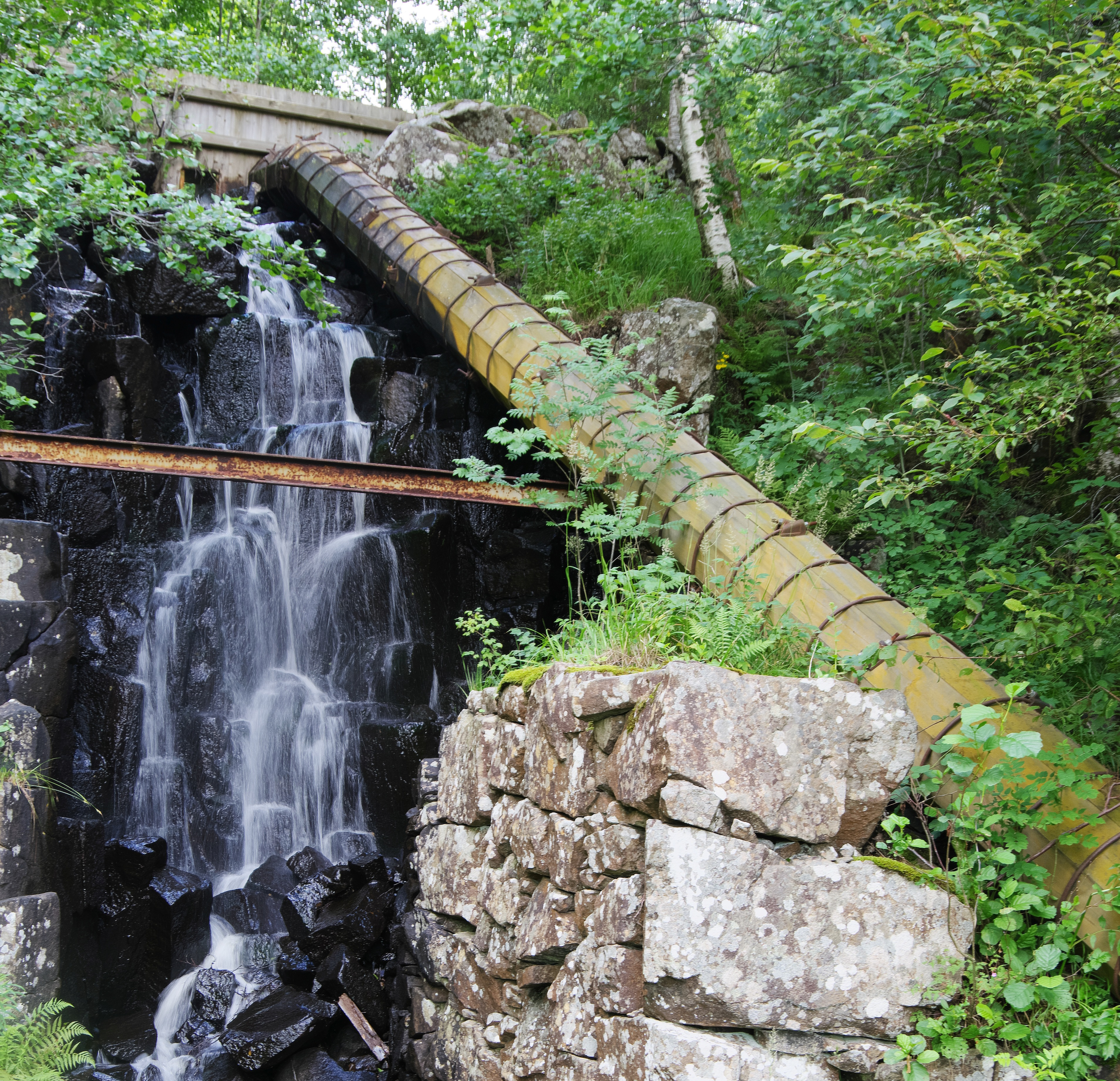
Vid utloppen låg tidigare en såg. Nu finns bara fördämningen kvar.
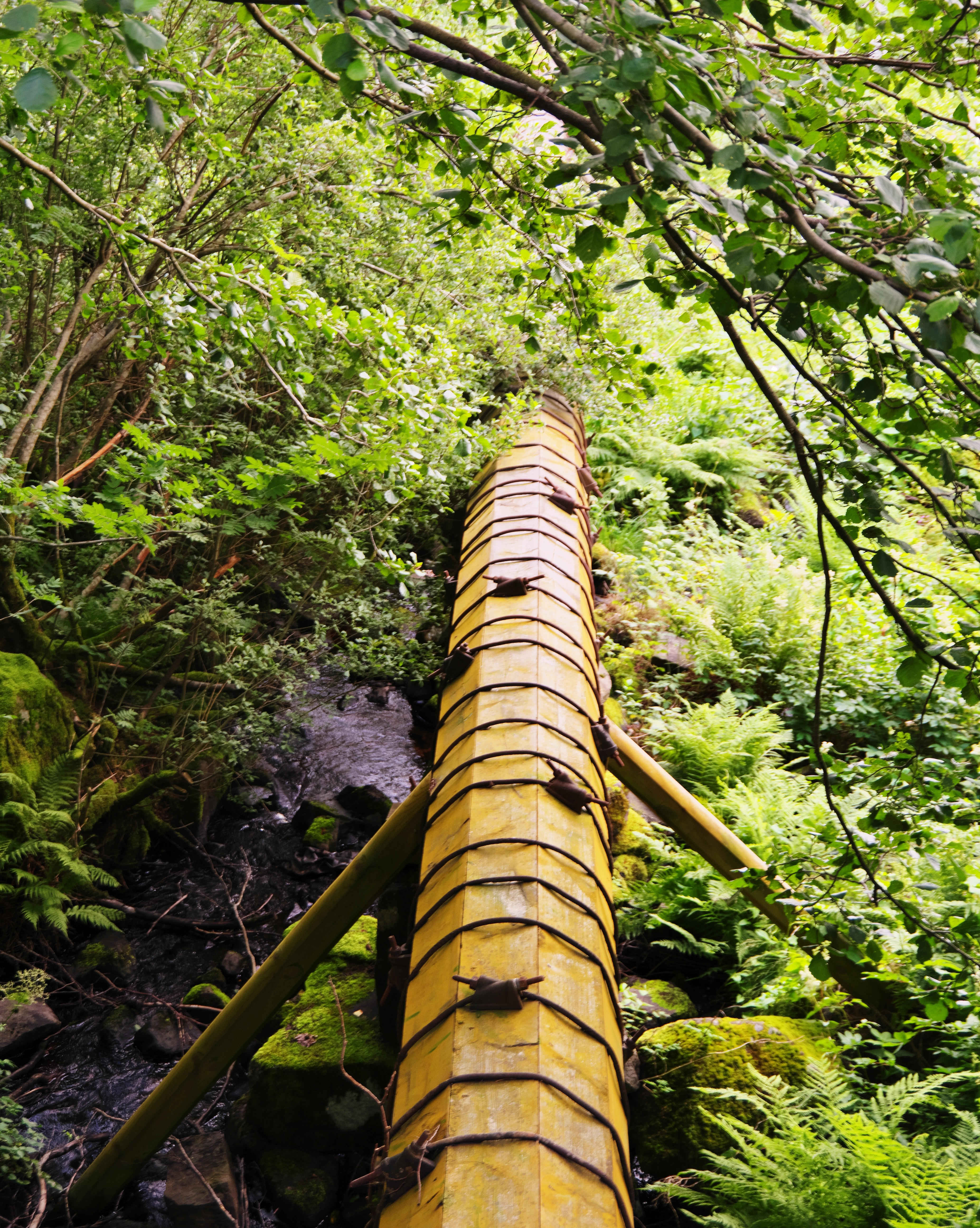
Från utlopper går ett cirka 100 meter långt trärör till Bjärsjö kvarn.
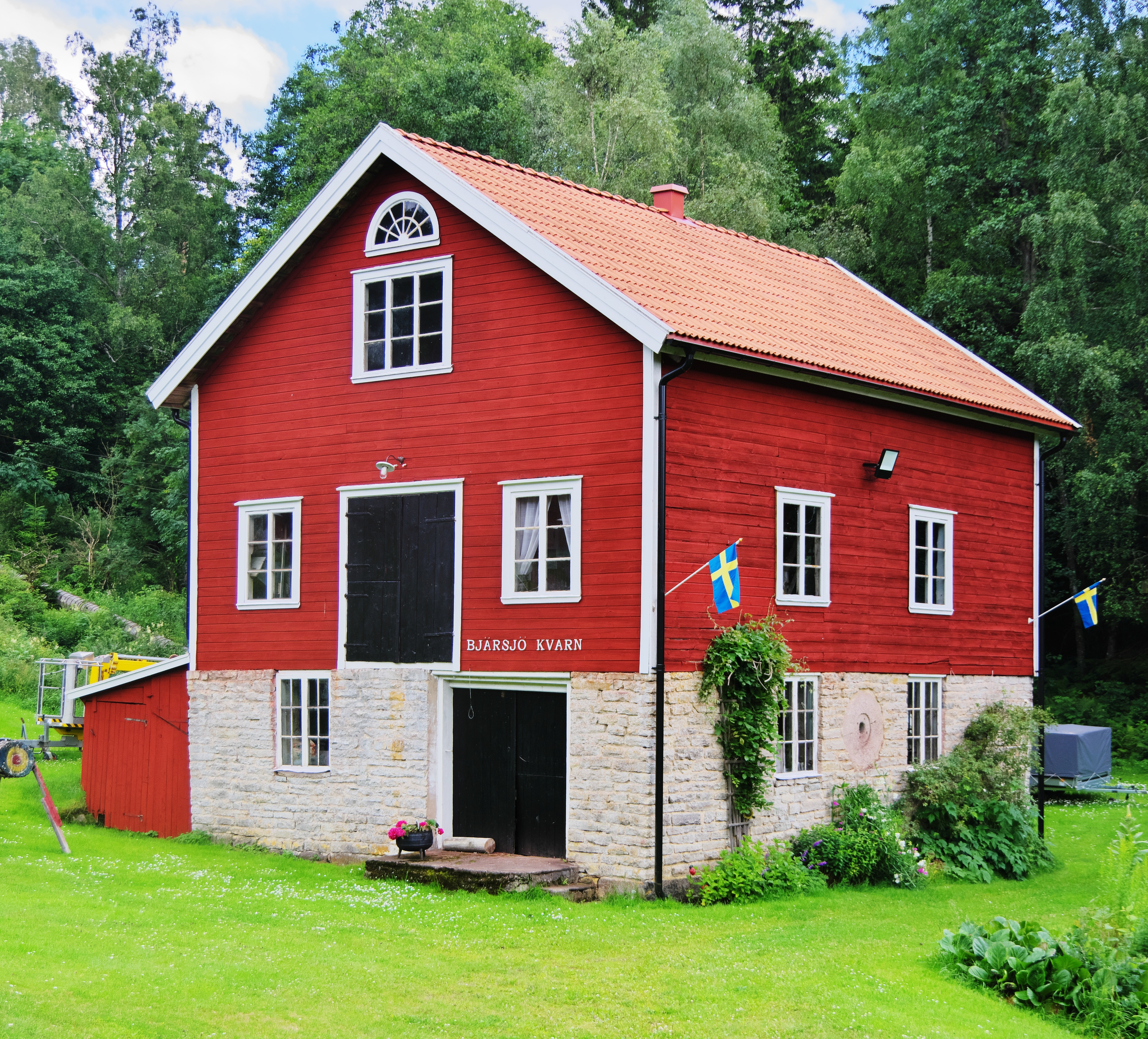
Bjärsjö kvarn uppfördes 1928 och hade en effekt på 35 hästkrafter eller cirka 26 kilowatt.

## Delavrinningsområde
Bjärsjön ingår i det delavrinningsområde (646824-137139) som SMHI kallar för Vid Q i Län punkt. Avrinningsområdets medelhöjd är 225 meter över havet och ytan är 7,46 kvadratkilometer. Det finns inga delavrinningsområden uppströms utan avrinningsområdet är högsta punkten. Bjärsjöbäcken som avvattnar avrinningsområdet har biflödesordning 4, vilket innebär att vattnet flödar genom totalt 4 vattendrag innan det når havet efter 255 kilometer. Delavrinningsområdet består mestadels av skog (54 procent) och jordbruk (32 procent). Avrinningsområdet har 0,13 kvadratkilometer vattenytor vilket ger det en sjöprocent på 1,7 procent.